# Varins
Els varins (en llatí varini) eren un poble germànic esmentat per Plini el Vell que els considera una branca dels vàndals o vindils, però Tàcit en parla com si formessin part d'una branca dels sueus. L'historiador Procopi els anomena varni (Οὐάρνοι).
Devien viure al nord de Germània prop de la costa bàltica, i podrien ser el mateix poble que Claudi Ptolemeu anomena farodins (Φαροδεινοί) (potser els suardons). Ptolemeu els situa al nord de l'Elba i s'ha suposat que els seus viruni (Οὐίρουνοι) eren una branca dels varins i no el mateix poble o un de completament diferent.